# John S. Wood

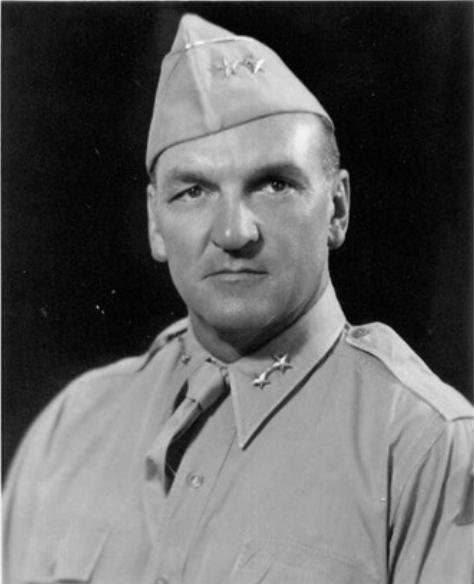
John Shirley Wood

John Shirley Wood (* 11. Januar 1888 in Monticello, Arkansas; † 2. Juli 1966 in Reno, Nevada) war ein Generalmajor der United States Army. Er war unter anderem Kommandeur der 4. Panzerdivision.
John Wood war ein Sohn von Carroll D. Wood (1857–1941), Richter am Arkansas Supreme Court, und dessen Frau Reola Thompson (1863–1944). Er besuchte die öffentlichen Schulen seiner Heimat und studierte danach an der University of Arkansas. In den Jahren 1908 bis 1912 durchlief er die United States Military Academy in West Point. Nach seiner Graduation wurde er als Leutnant zunächst der Küstenartillerie zugeteilt. In der Armee durchlief er anschließend alle Offiziersränge vom Leutnant bis zum Zwei-Sterne-General.
Im Lauf seiner militärischen Karriere absolvierte Wood verschiedene Kurse und Schulungen. Dazu gehörten unter anderem das Command and General Staff College und die französische Kriegsschule École militaire. Der ursprünglich der Küstenartillerie zugeteilte Offizier wechselte später zunächst zur Ordance und dann zur Feldartillerie. In seinen jüngeren Jahren absolvierte er den für Offiziere in den niederen Rangstufen üblichen Dienst in verschiedenen Einheiten und Standorten. In den Jahren 1916 und 1917 unterrichtete er an der Militärakademie in West Point das Fach Chemie.
Während des Ersten Weltkriegs gehörte John Wood den American Expeditionary Forces an. Dabei war er Stabsoffizier bei der 3. und dann bei der 90. Infanteriedivision. Er war an mehreren Schlachten beteiligt, wozu auch das Gefecht von Château-Thierry und die Schlacht von St. Mihiel gehörten.
Später wurde er nach Texas zur 18. Infanteriedivision, aus der bald die 39. Infanteriedivision hervorging, versetzt, wo er in deren Personalabteilung G1 tätig war. Anfang der 1920er Jahre war er Dozent für Militärwissenschaft an der University of Wisconsin. In der Folge absolvierte er das Command and General Staff College. Es folgte eine Versetzung nach Hawaii zum Stab einer motorisierten Artilleriebrigade. Zwischenzeitlich war er in Fort Bragg, dem heutigen Fort Liberty, Kommandeur eines Bataillons der Feldartillerie.
In den Jahren 1931 und 1932 war Wood Führungsoffizier der Kadetten an der Militärakademie in West Point. Zwischen 1932 und 1937 wirkte er als Dozent an der Culver University in Indiana. Anschließend kommandierte er bis 1939 ein Bataillon des 80. Feldartillerieregiments. Zwischen Juni 1939 und November 1940 war John Wood Stabschef der 3. Armee, die damals bis September 1940 von Stanley D. Embick kommandiert wurde. Diese Armee war zu jener Zeit hauptsächlich mit Ausbildungsaufgaben betraut. Anschließend kommandierte Wood vom November 1940 bis zum April 1941 die Artillerie der 1. Infanteriedivision und danach bis Juni 1941 die Artillerie der 2. Panzerdivision, die erst im Vorjahr neu aufgestellt worden war. Danach war er Stabschef des I. Korps.
Nach dem Eintritt der Vereinigten Staaten in den Zweiten Weltkrieg übernahm John Wood zwischen Dezember 1941 und Juni 1942 das Kommando über die Brigade Combat Command „A“ der 5. Panzerdivision. Diese Division war damals noch nicht im Krieg eingesetzt. Anschließend erhielt er das Kommando über die 4. Panzerdivision, das er als Nachfolger von Henry W. Baird zwischen Mai 1942 und Dezember 1944 innehatte. Diese Division war zunächst schlecht ausgerüstet, wurde unter Woods Kommando aufgerüstet und auf einen Kriegseinsatz vorbereitet. Dazu gehörten auch umfangreiche Manöver unter anderem in Tennessee und Kalifornien. Um den Jahreswechsel 1943/44 wurde die Division nach England verlegt. Im Juli 1944 landete sie in Frankreich und nahm in der Folge am alliierten Vormarsch nach Deutschland teil. Wood überwarf sich damals mit seinem Vorgesetzten Manton S. Eddy, der das übergeordnete XII. Korps kommandierte. Das führte schließlich dazu, dass der zuständige Kommandeur der 3. Armee, George S. Patton, Wood am 3. Dezember 1944 seines Amtes enthob. In der Folge erhielt er kein weiteres Gefechtskommando mehr. Stattdessen wurde er nach Fort Knox versetzt, wo er bis zu seiner Pensionierung am 31. August 1946 das Panzerausbildungszentrum (Tank Training Center) leitete.
Nach seiner Pensionierung war John Wood in den Jahren 1947 bis 1952 für die Flüchtlingsorganisation der UNO in Österreich tätig. Danach gehörte er bis 1953 noch einigen Wiederaufbaugremien der UNO an. In den Jahren 1957 und 1958 leitete er die für Bevölkerungsschutz zuständige Behörde im Washoe County in Nevada.
John Wood verbrachte seinen Lebensabend in Reno, wo er am 2. Juli 1966 verstarb. Er fand seine letzte Ruhestätte auf dem Friedhof der Militärakademie in West Point.

## Orden und Auszeichnungen
John Wood erhielt im Lauf seiner militärischen Laufbahn unter anderem folgende Auszeichnungen:
- Distinguished Service Cross
- Army Distinguished Service Medal
- Silver Star
- Bronze Star Medal
- Air Medal
- Army Commendation Medal
- World War I Victory Medal
- World War II Victory Medal
- American Defense Service Medal
- American Campaign Medal
- European-African-Middle Eastern Campaign Medal
- Orden der Ehrenlegion (Frankreich)
- Kriegskreuz (Frankreich)